# Шуя (приток Большой Какши)
Шуя (Большая Шуя) — река в Шабалинском районе Кировской области России. Устье реки находится в 80 км по левому берегу реки Большой Какши. Длина составляет 36 км, площадь водосборного бассейна — 247 км².
Исток реки находится юго-западнее деревни Малиновка близ границы с Нижегородской областью в 27 км к юго-западу от посёлка Ленинское. Река течёт на запад по ненаселённому лесному массиву. До впадения Малой Шуи называется Большой Шуей. Впадает в Большую Какшу у деревни Какшинское.

## Данные водного реестра
По данным государственного водного реестра России относится к Верхневолжскому бассейновому округу, водохозяйственный участок реки — Ветлуга от истока до города Ветлуга, речной подбассейн реки — Волга от впадения Оки до Куйбышевского водохранилища (без бассейна Суры). Речной бассейн реки — (Верхняя) Волга до Куйбышевского водохранилища (без бассейна Оки).
Код объекта в государственном водном реестре — 08010400112110000042230.

### Притоки
(км от устья)
- 9,7 км: река Быстряна (лв)
- 22 км: река Малая Шуя (пр)